# Rimini Football Club 2024-2025
Questa voce raccoglie le informazioni riguardanti il Rimini Football Club nelle competizioni ufficiali della stagione 2024-2025.

## Stagione
Dopo l'addio di Emanuele Troise, la guida tecnica viene affidata ad Antonio Buscè.
L'avvio di campionato è altalenante: dopo il pareggio esterno all'esordio contro il Carpi (2-2), arrivano due sconfitte consecutive contro Virtus Entella e Pescara. I biancorossi conquistano la prima vittoria alla quinta giornata, superando 1-0 il Milan Futuro al "Romeo Neri", e proseguono il momento positivo con un convincente 4-1 sul campo del Perugia e un successo di misura sull'Ascoli. La squadra alterna vittorie e battute d'arresto per tutto l'autunno, chiudendo il girone d'andata a quota 25 punti.
Nel girone di ritorno il Rimini mostra maggiore solidità difensiva, collezionando diversi pareggi a reti inviolate e conquistando punti importanti contro dirette concorrenti per la zona play-off. Parallelamente, i romagnoli intraprendono un brillante percorso in Coppa Italia Serie C: dopo aver superato i primi turni ed eliminato il Team Altamura nei quarti, sconfiggono il Trapani in semifinale (0-0 all'andata in Sicilia, 3-0 al ritorno) e conquistano il trofeo battendo in finale la Giana Erminio (1-0 in trasferta e 0-0 in un "Romeo Neri" tutto esaurito).
In campionato, la squadra chiude la stagione regolare al nono posto con 51 punti, centrando l'accesso ai play-off. Grazie al successo in coppa, il Rimini accede direttamente alla fase nazionale, saltando i primi due turni. Il cammino tuttavia si interrompe al primo turno nazionale, con l'eliminazione per mano della Vis Pesaro, che si impone nel doppio confronto: 1-1 all'andata a Pesaro e 4-3 al ritorno a Rimini.

## Divise e sponsor
La prima maglia presenta la tradizionale scacchiera biancorossa, mentre la seconda è caratterizzata da una scacchiera bianca e blu scuro, con quest'ultimo colore predominante grazie a una sfumatura graduale del blu sul bianco. Entrambe le divise, prodotte da Givova, riportano il logo di Responsible, gruppo attivo nel settore della sanità privata e fondato da Stefano Petracca, marito della presidente Stefania Di Salvo.

## Rosa
Aggiornata al 5 gennaio 2025
| N. |                   | Ruolo | Calciatore         |
| -- | ----------------- | ----- | ------------------ |
| 1  | Italia (bandiera) | P     | Leonardo Vitali    |
| 3  | Italia (bandiera) | C     | Luca Falbo         |
| 4  | Italia (bandiera) | D     | Gabriele Bellodi   |
| 5  | Italia (bandiera) | C     | Mattia Fiorini     |
| 6  | Italia (bandiera) | D     | Matteo Gorelli     |
| 7  | Italia (bandiera) | A     | Marco Chiarella    |
| 7  | Italia (bandiera) | A     | Simone Leonardi    |
| 8  | Italia (bandiera) | D     | Francesco Semeraro |
| 9  | Italia (bandiera) | A     | Iacopo Cernigoi    |
| 10 | Italia (bandiera) | C     | Lorenzo Malagrida  |
| 11 | Italia (bandiera) | A     | Luca Gagliano      |
| 14 | Gambia (bandiera) | A     | Sulayman Jallow    |
| 18 | Italia (bandiera) | C     | Francesco Conti    |
| 20 | Italia (bandiera) | A     | Diego Accursi      |
| 21 | Italia (bandiera) | C     | Marco Piccoli      |

| N. |                     | Ruolo | Calciatore                |
| -- | ------------------- | ----- | ------------------------- |
| 23 | Lituania (bandiera) | C     | Linas Mėgelaitis          |
| 25 | Italia (bandiera)   | C     | Alessandro Lombardi       |
| 28 | Italia (bandiera)   | D     | Gianluca Longobardi       |
| 29 | Bulgaria (bandiera) | A     | Kristian Dobrev           |
| 30 | Italia (bandiera)   | D     | Alessandro De Vitis       |
| 32 | Italia (bandiera)   | P     | Luca Ferretti             |
| 33 | Italia (bandiera)   | C     | Christian Langella        |
| 34 | Italia (bandiera)   | A     | Leonardo Ubaldi           |
| 46 | Italia (bandiera)   | D     | Simone Cinquegrano        |
| 77 | Italia (bandiera)   | A     | Antonio Cioffi            |
| 80 | Italia (bandiera)   | C     | Marco Garetto             |
| 91 | Italia (bandiera)   | P     | Simone Colombi (capitano) |
| 97 | Italia (bandiera)   | A     | Giacomo Parigi            |
| 98 | Italia (bandiera)   | D     | Tomas Lepri               |

## Risultati

### Serie C

#### Girone di andata
| Arbitro: | Restaldo (Ivrea) |

|                         |           |                            |
| Gerbi 59’ Saporetti 86’ | Marcatori | 38’ Longobardi 82’ Garetto |

| Arbitro: | Ramondino (Palermo) |

|            |           |                       |
| Ubaldi 14’ | Marcatori | 36’ Castelli 49’ Guiu |

| Arbitro: | Vergaro (Bari) |

|  |           |              |
|  | Marcatori | 84’ Ferraris |

| Arbitro: | Gemelli (Messina) |

|                            |           |                          |
| Costantino 51’ Quirini 86’ | Marcatori | 4’ De Vitis 49’ Cernigoi |

| Arbitro: | Vingo (Pisa) |

|              |           |  |
| Cernigoi 58’ | Marcatori |  |

| Arbitro: | Bozzetto (Bergamo) |

|           |           |                                         |
| Cisco 72’ | Marcatori | 5’, 64’ Cernigoi 31’ Ubaldi 83’ Garetto |

| Arbitro: | Rinaldi (Bassano del Grappa) |

|  |           |            |
|  | Marcatori | 73’ Parigi |

| Arbitro: | Renzi (Pesaro) |

|  |           |          |
|  | Marcatori | 42’ Awua |

| Arbitro: | Dorillo (Torino) |

|              |           |                |
| Ogunseye 25’ | Marcatori | 55’ Longobardi |

| Rimini 19 ottobre 2024, ore 15:00 CEST 10ª giornata | Rimini            | 0 – 0 referto | Pianese | Stadio Romeo Neri (2 479 spett.)\| Arbitro: \| Esposito (Napoli) \| |
| Arbitro:                                            | Esposito (Napoli) |               |         |                                                                     |

| Arbitro: | Cerbasi (Arezzo) |

|               |           |                    |
| Cicerelli 55’ | Marcatori | 78’ (rig.) Garetto |

| Arbitro: | Papi (Prato) |

|               |           |  |
| Chiarella 73’ | Marcatori |  |

| Arbitro: | Canci (Carrara) |

|               |           |  |
| Fossati 90+4’ | Marcatori |  |

| Arbitro: | Iacobellis (Pisa) |

|            |           |             |
| Parigi 90’ | Marcatori | 25’ Diakite |

| Arbitro: | Vailati (Crema) |

|  |           |                                 |
|  | Marcatori | 5’ Falbo 16’ Piccoli 66’ Parigi |

| Arbitro: | Striamo (Salerno) |

|  |           |             |
|  | Marcatori | 45’ Coppola |

| Arbitro: | Catanzaro (Catanzaro) |

|                       |           |                  |
| Di Stefano 51’ (rig.) | Marcatori | 9’, 45+1’ Parigi |

| Arbitro: | Recchia (Brindisi) |

|                                                         |           |             |
| Parigi 12’ (rig.) Garetto 37’, 76’ Falbo 40’ Cioffi 66’ | Marcatori | 64’ Pretato |

| Arbitro: | Gandino (Alessandria) |

|             |           |                   |
| Gambale 38’ | Marcatori | 77’ (rig.) Ubaldi |

#### Girone di ritorno
| Rimini 22 dicembre 2024, ore 19:45 CET 20ª giornata | Rimini           | 0 – 0 referto | Carpi | Stadio Romeo Neri (2 582 spett.)\| Arbitro: \| Dorillo (Torino) \| |
| Arbitro:                                            | Dorillo (Torino) |               |       |                                                                    |

| Arbitro: | Mucera (Palermo) |

|                        |           |             |
| Franzoni 3’ Bariti 74’ | Marcatori | 27’ Piccoli |

| Pescara 10 gennaio 2025, ore 17:30 CET 22ª giornata | Pescara            | 0 – 0 referto | Rimini | Stadio Adriatico-Giovanni Cornacchia (3 319 spett.)\| Arbitro: \| Gauzolino (Torino) \| |
| Arbitro:                                            | Gauzolino (Torino) |               |        |                                                                                         |

| Rimini 18 gennaio 2025, ore 17:30 CET 23ª giornata | Rimini              | 0 – 0 referto | Lucchese | Stadio Romeo Neri (2 443 spett.)\| Arbitro: \| Migliorini (Verona) \| |
| Arbitro:                                           | Migliorini (Verona) |               |          |                                                                       |

| Solbiate Arno 26 gennaio 2025, ore 15:00 CET 24ª giornata | Milan Futuro       | 0 – 0 referto | Rimini | Stadio Felice Chinetti (200 spett.)\| Arbitro: \| Recchia (Brindisi) \| |
| Arbitro:                                                  | Recchia (Brindisi) |               |        |                                                                         |

| Arbitro: | Massari (Torino) |

|             |           |           |
| Fiorini 28’ | Marcatori | 30’ Cisco |

| Arbitro: | Angelillo (Nola) |

|                              |           |  |
| Parigi 58’ Cioffi 80’ (rig.) | Marcatori |  |

| Arbitro: | Nigro (Prato) |

|  |           |                                        |
|  | Marcatori | 22’ Gagliano 52’ Parigi 80’ Longobardi |

| Arbitro: | Colaninno (Nola) |

|  |           |                            |
|  | Marcatori | 37’ Tavernelli 55’ Ravasio |

| Arbitro: | Caruso (Viterbo) |

|  |           |              |
|  | Marcatori | 3’ Malagrida |

| Arbitro: | Zago (Conegliano) |

|  |           |            |
|  | Marcatori | 10’ Curcio |

| Arbitro: | Esposito (Napoli) |

|                |           |                                         |
| Franzolini 65’ | Marcatori | 28’ (aut.) Noce 77’ Parigi 90+1’ Cioffi |

| Arbitro: | Andreano (Prato) |

|  |           |               |
|  | Marcatori | 73’ Iaccarino |

| Arbitro: | Vogliacco (Bari) |

|                                   |           |  |
| Mėgelaitis 50’ (aut.) Diakite 52’ | Marcatori |  |

| Arbitro: | Zoppi (Firenze) |

|                                    |           |                                 |
| Parigi 5’, 7’ Cinquegrano 64’, 77’ | Marcatori | 67’ Parravicini 81’ Nunziantini |

| Arbitro: | Dini (Città di Castello) |

|                     |           |                        |
| Di Paola 38’ (rig.) | Marcatori | 50’ Ubaldi 54’ Fiorini |

| Arbitro: | Gandino (Alessandria) |

|              |           |             |
| Gagliano 70’ | Marcatori | 74’ Bifulco |

| Arbitro: | Mazzoni (Prato) |

|                                     |           |  |
| Corona 19’ Gaddini 53’ Perretta 77’ | Marcatori |  |

| Arbitro: | Di Mario (Ciampino) |

|              |           |               |
| Lombardi 21’ | Marcatori | 8’ Pellegrino |

### Coppa Italia Serie C

#### Turni eliminatori
| Arbitro: | Dini (Città di Castello) |

|              |           |  |
| Langella 82’ | Marcatori |  |

| Arbitro: | Esposito (Napoli) |

|  |           |            |
|  | Marcatori | 68’ Parigi |

#### Fase finale
| Arbitro: | Ramondino (Palermo) |

|                   |           |                               |
| Capone 32’ (rig.) | Marcatori | 60’ Cinquegrano 104’ Cernigoi |

| Arbitro: | Renzi (Pesaro) |

|                  |           |                      |
| Lepri 46’ (aut.) | Marcatori | 17’ Falbo 90’ Parigi |

| Trapani 22 gennaio 2025, ore 20:30 CET Semifinali - Andata | Trapani              | 0 – 0 referto | Rimini | Stadio Provinciale (3 187 spett.)\| Arbitro: \| Di Francesco (Ostia) \| |
| Arbitro:                                                   | Di Francesco (Ostia) |               |        |                                                                         |

| Arbitro: | Mastrodomenico (Matera) |

|                                         |           |  |
| Cioffi 74’ Malagrida 85’ Langella 90+6’ | Marcatori |  |

| Arbitro: | Turrini (Firenze) |

|  |           |            |
|  | Marcatori | 81’ Cioffi |

| Rimini 8 aprile 2025, ore 20:30 CEST Finale - Ritorno | Rimini           | 0 – 0 (tot.: 1-0) referto | Giana Erminio | Stadio Romeo Neri (6 029 spett.)\| Arbitro: \| Mucera (Palermo) \| |
| Arbitro:                                              | Mucera (Palermo) |                           |               |                                                                    |

## Statistiche

### Statistiche di squadra
Statistiche aggiornate all'8 aprile 2025
| Competizione         | Punti     | In casa | In casa | In casa | In casa | In casa | In casa | In trasferta | In trasferta | In trasferta | In trasferta | In trasferta | In trasferta | Totale | Totale | Totale | Totale | Totale | Totale | D.R. |
| Competizione         | Punti     | G       | V       | N       | P       | Gf      | Gs      | G            | V            | N            | P            | Gf           | Gs           | G      | V      | N      | P      | Gf     | Gs     | D.R. |
| -------------------- | --------- | ------- | ------- | ------- | ------- | ------- | ------- | ------------ | ------------ | ------------ | ------------ | ------------ | ------------ | ------ | ------ | ------ | ------ | ------ | ------ | ---- |
| Serie C              | 43        | 16      | 4       | 5       | 7       | 12      | 12      | 16           | 7            | 7            | 2            | 25           | 13           | 32     | 11     | 12     | 9      | 37     | 25     | +12  |
| Coppa Italia Serie C | Vincitore | 3       | 2       | 1       | 0       | 4       | 0       | 5            | 4            | 1            | 0            | 6            | 2            | 8      | 6      | 2      | 0      | 10     | 2      | +8   |
| Totale               | -         | 19      | 6       | 6       | 7       | 16      | 13      | 21           | 11           | 8            | 2            | 31           | 15           | 40     | 17     | 14     | 9      | 47     | 27     | +20  |

### Andamento in campionato
| Giornata  | 1  | 2  | 3  | 4  | 5  | 6 | 7 | 8 | 9 | 10 | 11 | 12 | 13 | 14 | 15 | 16 | 17 | 18 | 19 | 20 | 21 | 22 | 23 | 24 | 25 | 26 | 27 | 28 | 29 | 30 | 31 | 32 | 33 | 34 | 35 | 36 | 37 | 38 |
| --------- | -- | -- | -- | -- | -- | - | - | - | - | -- | -- | -- | -- | -- | -- | -- | -- | -- | -- | -- | -- | -- | -- | -- | -- | -- | -- | -- | -- | -- | -- | -- | -- | -- | -- | -- | -- | -- |
| Luogo     | T  | C  | C  | T  | C  | T | T | C | T | C  | T  | C  | T  | C  | T  | C  | T  | C  | T  | C  | T  | T  | C  | T  | C  | C  | T  | C  | T  | C  | T  | C  | T  | C  | T  | C  | T  | C  |
| Risultato | N  | P  | P  | N  | V  | V | V | P | N | N  | N  | V  | P  | N  | V  | P  | V  | V  | N  | N  | P  | N  | N  | N  | N  | V  | V  | P  | V  | P  | V  | P  | P  | V  | V  | N  | P  | N  |
| Posizione | 11 | 14 | 17 | 16 | 15 | 9 | 6 | 7 | 8 | 9  | 10 | 9  | 10 | 9  | 9  | 9  | 7  | 7  | 7  | 7  | 7  | 8  | 9  | 8  | 9  | 9  | 9  | 9  | 9  | 9  | 9  | 9  | 9  | 9  | 9  | 9  | 9  | 9  |

Legenda:

Luogo: C = Casa; T = Trasferta. Risultato: V = Vittoria; N = Pareggio; P = Sconfitta.